# Vacances Héliades
Cet article concerne une agence de voyage. Pour les nymphes de la mythologie grecque, voir Héliades.
Héliades est un voyagiste, fondé en 1975 par Xavier de Neuville. Héliades est une filiale du groupe Marietton depuis décembre 2018. Héliades propose des formules de voyages variées (hôtels clubs, circuits, autotours, croisières) dans plus de 10 destinations.

## Historique
La création de l’agence Héliades Paris intervient en 1988, celle de Lyon en 1989 et celle de Toulouse en 1992.
En 2006, Vacances Héliades rentre dans le giron de Star Airlines qui cède l'agence en 2007 à XL Airways France.
En 2011 s'ouvre l’agence Héliades Nantes et l'année suivante est achetée la marque Italowcost.
En 2018, Marietton rachète Héliades, pour un montant qui n'a pas été publié),.